# Rijksmonument 335310
Rijksmonument 335310 omvat een blok woningen en winkels rondom de Brink en zijstraten in Betondorp, Amsterdam-Oost. Ze heeft betrekking op Brink 24-32 en aanbouwsels in zowel de Veeteelt- (huisnummers 123-125) en Landbouwstraat (80-82). Het blok werd op 20 oktober 1988 tot rijksmonument verklaard, deel uitmakend van het grotere monumentencomplex Brink (rijksmonument 335305).
Dit complex staat aan de zuidwestelijke rand van het plein. Naar ontwerp van Dick Greiner werd hier in de periode van 1924 tot 1926 een blok winkels met bovenwoningen neergezet. Het centrale deel bestaat uit een viertal winkels met bovenwoningen. Boven de winkeldeuren zijn twee (2x huisnummer 26 en huisnummers 30-32)  om twee luifels geplaatst met daarboven lichtstroken. De etalageruiten en deuren zijn daarbij ook twee om twee gespiegeld. De deuren hebben daarbij een vlakverdeling die doet denken aan de werken van Piet Mondriaan (rechthoekig en vierkant met klein vlak in het midden, alleen kleuren blauw en wit). De vier etalageruiten bestaan uit een rechthoekig groot deel, vervolgens een kalf. Boven de kalf twee kleine ruiten geflankeerd door zeven ruitjes in trapmodel. Boven de winkels is enigszins teruggetrokken een galerij annex balkon geplaatst met toegangsdeuren en ruiten. Boven de bouwstrook met ramen en deuren vindt middels een uitkraging aansluiting met het platte dak plaats. Aansluitend op deze vier eenheden is aan beide zijden onder stompe hoek een afwijkend woon- en winkelhuis (huisnummers 24 en 32) geplaatst  Hier is geen balkon/galerij aan de voorzijde gebouwd, boven de winkels loopt de gevel direct naar het dak. Beide hoeken zijn spiegelbeelden van elkaar. De toegangspartijen van deze twee gebouwen zijn naar voren geplaatst, waarbij die naar voren geplaatste delen juist wel weer een balkon bevatten. De deuren zijn van dezelfde constructie als die van de vier eerdergenoemde winkels, maar worden geflankeerd door eerdergenoemde raampjes in trapmodel. 
Achter deze hoekgebouwen loopt de bebouwing de Landbouw- en Veeteeltstraat in. Het bovengenoemde ensemble gaat hier over in een gebouw met drie bouwlagen, dat rechttoe rechtaan is gebouwd. Opvallend zijn daarbij de teruggetrokken vensters op de tweede verdieping en een knalgele deur opnieuw in Mondriaanmotief. Er wordt afgesloten met blokje van slechts twee bouwlagen met raamstroken. In de vooral hoekige constructie van het geheel bevinden zich hier portieken met rondbogen.

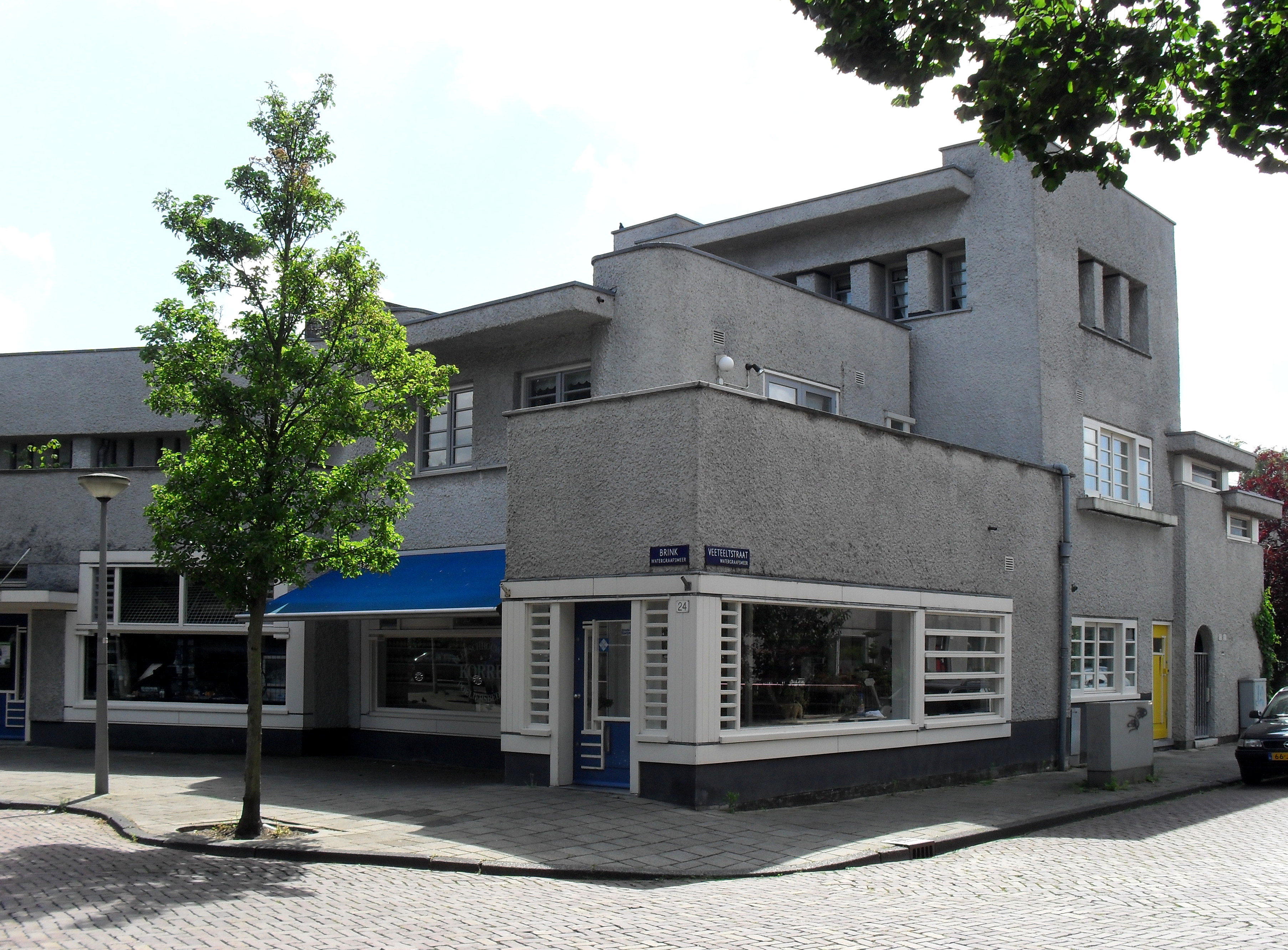
Hoek Brink 24 en Veeteeltstraat 123-125 (maart 2014)